# 帕塔南语
帕塔南语（Pattani）, 又称曼查德语（Manchad），是一种濒临灭绝的汉藏语言，使用于印度。

## 名字
该语言有多种名称，其中最突出的是 曼查蒂语（Manchati）、曼查德卡德语（Manchad kad）、帕塔南语（Patani）、梅洛卡德语（Mellog kad）、昌巴拉胡利语（Chamba Lahuli）、斯旺拉语（Swangla）、松罗博里语（Songloboli）、昌萨帕博利语（Changsapa Boli）。其本名是 亨杜巴舍语（Hendubhashe）。印度人口普查错误地将该语言归为古吉拉特语的一种方言。

## 分布
拉胡尔谷地（Lahul Valley）、帕塔南（Pattan）、昌巴-拉胡尔（Chamba-Lahul）和下麻亚谷地（lower Mayar valley）使用帕塔南语。库鲁（Kullu）和马纳里市（Manali）以及查谟和克什米尔的基什特瓦尔县（Kishtwar）也有人使用帕塔南语。
喜马拉雅西部约有10,000人使用帕塔南语。帕塔南语有多个名称。其中一个名称是曼查德语，由居住在曼查德语发源地的 Tod 山谷人起名。曼查德语使用者的宗教信仰是印度教或佛教。他们几乎都会说印地语，而曼查德语越来越仅限于家庭使用。由于曼查德语没有书面传统，因此曼查德语的文本资源和故事通常以印地语或藏文正字法记录。

## 文法
1. 数量上的三元对比：单数、对偶和复数。
2. 性别不是语法性的，而是以词汇为基础的。
3. 动词一致性系统：动词表示人称数成分。
4. 句子结构：简单句、复合句、复杂句。
5. 帕塔南语具有复杂的代词和复杂的动词系统[4]

## 语法
帕塔南语的语序为主语-宾语-动词(SOV)

## 方言
民族语列出了三种帕塔南语方言
- 昌巴-拉胡尔语（Chamba-Lahuli、西帕塔南语 Western  Pattani）
- 东帕塔南语（Eastern Pattani）
- 中帕塔南语（Central Pattani）

有3种种姓方言，即潘迪特-拉吉普特（Pandit Rajput）、哈里詹（Harijan）和洛哈尔（Lohar）。低种姓的人能听懂 Pandit-Rajput，但反之则听不懂。